# الإنترنت في الأردن
انتشار الإنترنت 45% (اعتبارا من شهر سبتمبر 2011)، وهو رقم مرتفع بالنسبة للمنطقة. استخدام الإنترنت إلى أكثر من الضعف 2007-2009 مع النمو السريع المتوقع أن يستمر. وتأمل الحكومة في أن يكون انتشار الإنترنت لتصل إلى 50% بحلول عام 2011. الأردن لديها أكثر إنترنت بدء الشركات من أي بلد آخر في الشرق الأوسط. أعلنت الحكومة الأردنية مؤخرا أنه سيتم إزالة ضريبة المبيعات على أجهزة الكمبيوتر والاتصال بشبكة الإنترنت من أجل زيادة حفز صناعة تكنولوجيا المعلومات والاتصالات في الأردن.
- موفري خدمة إنترنت (ISP): 3160 (اعتبارا من 2004 [التحديث])
- مستخدمي الإنترنت :: 2800000 [2] (اعتبارا من شهر سبتمبر 2011 [التحديث])
- رمز البلد نطاق المستوى الأعلى (تلك الحقول): ‎.jo